# Riacho Fundo II
| Região Administrativa de Riacho Fundo II   | |
|                                            | |
| \| \| \| \|                                | |
| Região Administrativa XXI                  | |
| Fundação: 6 de maio de 1995 (29 anos)      | |
| Lei de criação: 3153 de 06 de maio de 2003 | |
| Mapa de Riacho Fundo II                    | |
| Limites:                                   | Samambaia (norte), Riacho Fundo (leste), Park Way (sudeste), Gama (sudoeste) e Recanto das Emas (oeste) |
| Distância de Brasília:                     | 18 km                                                                                                   |
| Administrador(a):                          | Ana Maria da Silva                                                                                      |
| Área                                       | |
| - Total                                    | 30,60 km²                                                                                               |
| População                                  | |
| - Total                                    | 85.658 habitantes '                                                                                     |
| Site governamental                         | www.riachofundoii.df.gov.br                                                                             |
|                                            | |
|                                            | |

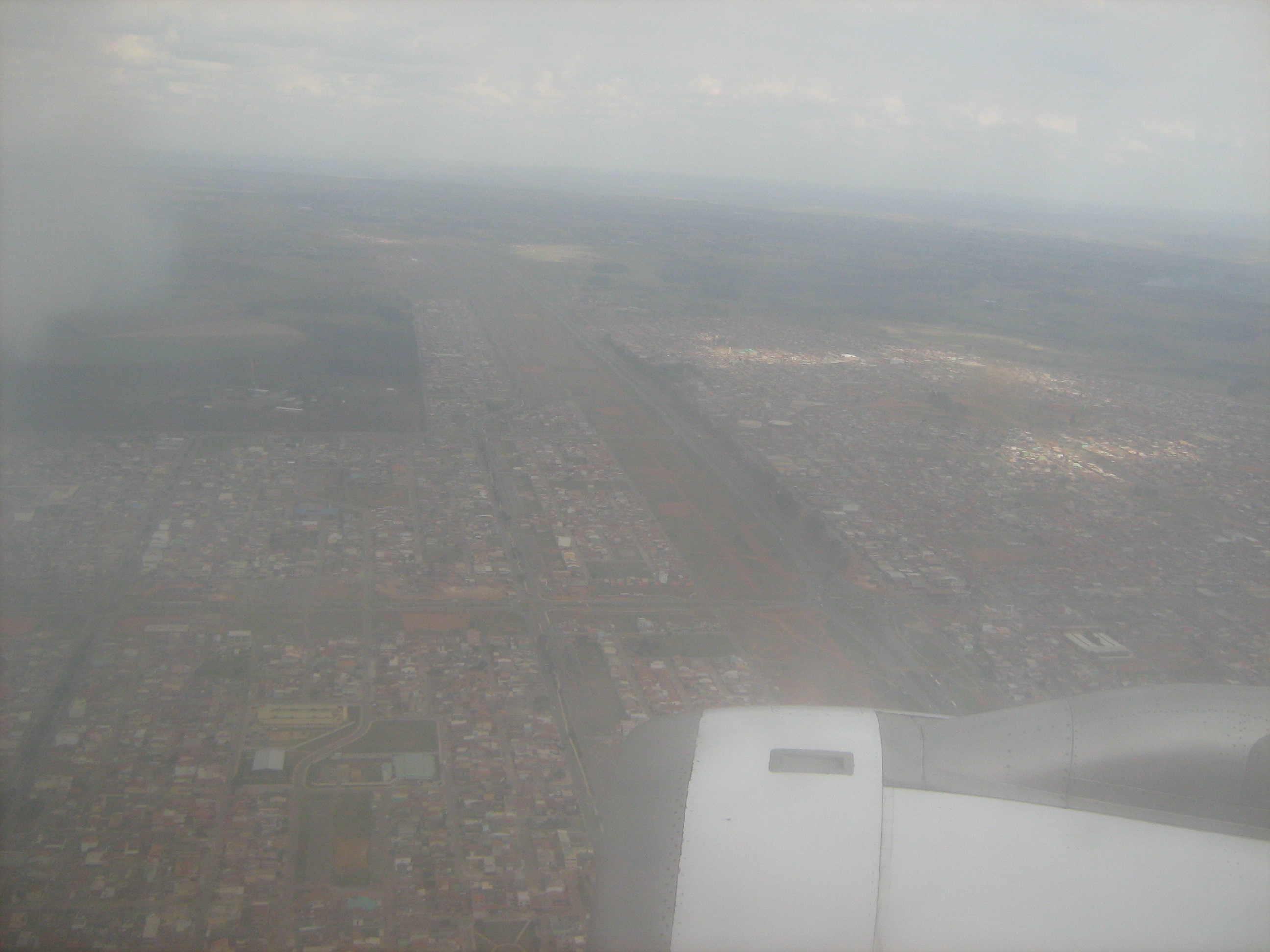
Vista aérea de Riacho Fundo II (à direita parte do Recanto das Emas)

Riacho Fundo II é uma região administrativa do Distrito Federal brasileiro.

## História

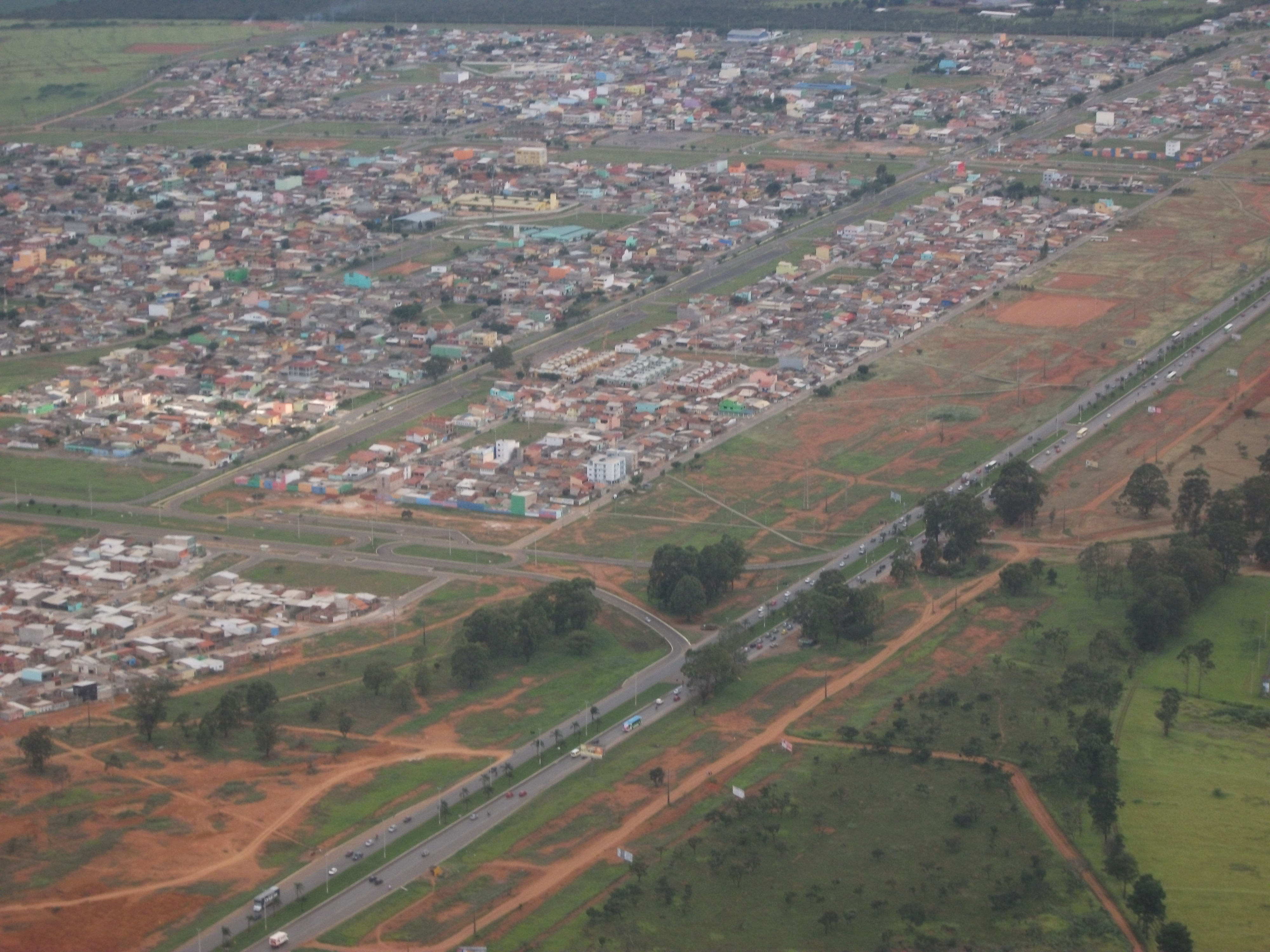
Vista aérea de Riacho Fundo II (em frente a antiga Granja das Oliveiras)

O parcelamento de Riacho Fundo II foi criado em 1995, em área ainda pertencente à região administrativa de Riacho Fundo. Essa área surgiu em função da demanda populacional que se reuniu em cooperativas habitacionais.
Em 2001, foi criada a subadministração regional de Riacho Fundo II, subordinada a administração regional de Riacho Fundo.
Riacho Fundo II foi fundada em 6 de maio de 1995, recebendo a condição de região administrativa, conforme a Lei 3153, de 06 de maio de 2003.
Ao longo dos anos a região administrativa tem alcançado importante desenvolvimento social. Conta com escolas, posto de saúde, quadras de esportes e biblioteca pública.

## Subdivisões

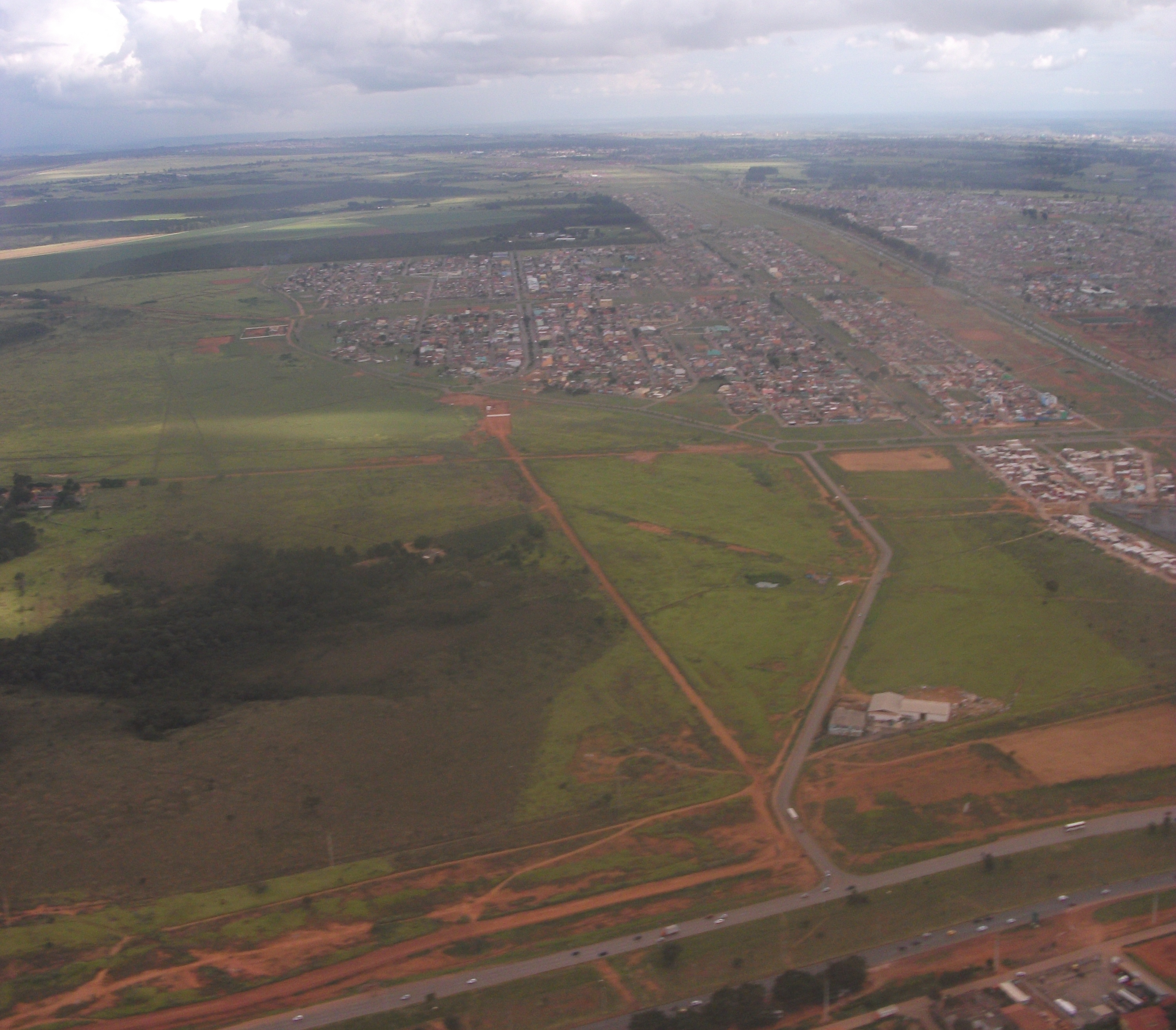
Vista aérea de Riacho Fundo II

Riacho Fundo II se encontra na porção sudoeste do Distrito Federal, ao longo da DF-001, ou Estrada Parque Contorno (EPCT), em sua margem leste. Divide-se com a região administrativa de Riacho Fundo pelo córrego Riacho Fundo, corpo d'água que deságua no lago Paranoá.
Riacho Fundo II é composto pelas quadras Norte (QN), Centrais (QC), Sul (QS) e Quadras Industriais (QI), além dos Conglomerados Agrourbanos de Brasília (CAUB) I e II.
Sua população estimada é de cerca de 85.658 habitantes (PDAD 2018).